# Pherotrichis schaffneri
Pherotrichis schaffneri là một loài thực vật có hoa trong họ La bố ma. Loài này được A. Gray miêu tả khoa học đầu tiên năm 1886.